# Argyrosticta croesita
Argyrosticta croesita är en fjärilsart som beskrevs av William Schaus 1904. Argyrosticta croesita ingår i släktet Argyrosticta och familjen nattflyn. Inga underarter finns listade i Catalogue of Life.